# Џон Фротингам
Џон Фротингам (енгл. John Frothingham; Бруклин, 1878 — Гетари, 19. новембар 1935) био је амерички правник, индустријалац, савременик и учесник Великог рата. Као велики љубитељ музике преко које је дознао за судбину словенских народа у рату,  помогао је у прикупљању деце – ратне сирочади и основао четири Американска васпитна дома за ратну сирочад и напуштену децу. Носилац је Карађорђеве звезде са мачевима и Краљевског ордена Белог орла.

## Живот и каријера
Рођен је у Бруклину, у богатој и угледној породици из које потиче и један од највећих америчких сликара Џејмс Фротингам. Завршио је француски језик, свирао клавир и бавио се компоновањем. После дипломирања, музика га је одвоела у Беч, Минхен и Праг са циљем да усаврши технику свирања.
Са Србима, чији ће велики добротвор постати у Великом рату, дошао је у контакт преко исељеничких друштава која су свирала балканску етно музику у Сједињеним Америчким Државама. Као заљубљеника балканске музике, несрећа Србије у Великом рату, у лето 1914. године погодила га је толико да је у више наврата донирао медицински материјал и новац за ратом захваћену земљу.
Када је Јелена Лозанић 1915. у име Црвеног крста Србије отпутовала у Америку, Фротингам се упознаје с њом, а преко ње и са Михајлом Пупином и јеромонахом Николајем Велимировићем. Тада почиње њихов заједнички рад, који ће трајати више од две деценије.
Када се између Јелене и Џона развила љубав, они су ту љубав 1921. године озваничили пред олтаром руске цркве у Њујорку, и рођењем девојчице Ане.
Породица Лозанић-Фротингам је до 1935. године живела на југу Француске, одакле је све време помагала деци у Србији.

Преминуо је 1935. године а сахрањен је на гробљу у Бијарицу у Француској. Годину дана касније 1936, образован је Одбор у Скопљу од највиђенијих представника Јужне Србије који је имао задатак да прикупи прилоге за венац и споменик Џону Фротингаму, добротвору и пријатељу Српског народа из времена Великог рата.
У октобру 1937. делегација на челу са Даринком Грујић положила је венац на Фротингамов гроб. Урађен у дуборезу, венац је био висок 3 и широк 2,5 метра. У средини венца израђен је лик Фротингама, уоквирен ловоровим листовима на којима су исписана имена друштава, организација и установа које је Фротингам стално или повремено помагао од почетка Великог рата до своје смрти. Венац је био рад скопских уметника и представљао је ремек-дело.

## Дело
Са својом сестром и ујацима 1914. године, када је чуо о судбини Србије у Великом рату, потражио је начин како да помогне. Фротингам је најпре донирао 10 хиљада долара што је био само почетак његовог рада на помоћи Србији и њеном народу. Потом је у новембру 1914. године послао читаву једну болницу за Београд, са опремом и особљем од укупно десет лекара и помоћника. Вредност болнице са свим пратећим материјалом износила је око 200 хиљада тадашњих долара.
Такође је у Србији основао и до краја постојања финансирао два дома за српску ратну сирочад:
- Први дом, је био Српско-амерички дом, који је са огромном преданошћу и залагањем водила Даринка, позната као мама Грујић. Дом је прошао цео ратни пут од Београда, преко Битоља, Солуна, Атине, Нице, поново Београда и на крају Сремске Каменице где је постојао док и последњи питомац није ишколован и отиснут у живот.
- Други дом, је био Дом у Врању[12] смештен у две новоизграђене двоспратне зграде за смештај ратне сирочади (кроз који је прошло око 600 питомаца) и треће за пријем гостију.[8][а]

## Признања
У част хуманисте и филантропа Џона Фротингама, у холу Медицинског факултета у Нишу 2020. године постављена је спомен биста, рад познатог вајара Драгољуба Дробњака из Прокупља.
Тренутно се ради на постављању најсавременије генетичке лабораторије коју опремају пријатељи из Европске команде америчке војске, са уређајима који коштају око милион долара. Лабораторија ће добити име по Џону Фротингаму.